# Malgassopsyche viettei
Malgassopsyche viettei is een vlinder uit de familie van de zakjesdragers (Psychidae). De wetenschappelijke naam van deze soort werd voor het eerst geldig gepubliceerd in 1984 door Jean Bourgogne.